# Wilkin Heredia
Wilkin Heredia Prenza (17 de diciembre de 1984) es un deportista dominicano que compitió en taekwondo. Ganó dos medallas en el Campeonato Panamericano de Taekwondo en los años 2012 y 2014.

## Palmarés internacional
| Campeonato Panamericano | Campeonato Panamericano | Campeonato Panamericano | Campeonato Panamericano |
| Año                     | Lugar                   | Medalla                 | Categoría               |
| ----------------------- | ----------------------- | ----------------------- | ----------------------- |
| 2012                    | Sucre (Bolivia)         | Medalla de bronce       | –74 kg                  |
| 2014                    | Aguascalientes (México) | Medalla de plata        | –74 kg                  |